# رئيس وزراء لكسمبورغ
رئيس وزراء لوكسمبورغ (باللوكسمبورغية: Premierminister vu Lëtzebuerg)‏(بالفرنسية: Premier ministre luxembourgeois)‏(بالألمانية: Premierminister von Luxemburg)‏ هو رئيس حكومةِ دوقية لوكسمبورغ. لُقّب متولو المنصب بين 1848 و1857 بـرئيس المجلس، وبين 1857 و1989 لقب رئيس الحكومة (باستثناء ماتياس مونغناست، رئيس المجلس في عام 1915). تسمية رئيس الوزراء أصبحت رسمية يوم 14 يوليو 1989.

## عصر المستقلين (1848–1918)
سيطر السياسيون ورجال الدولة المستقلون على السياسة اللوكسمبورغية منذ إصدار الدستور الأول في عام 1848 حتى أوائل القرن العشرين. كان رئيس الوزراء في كثير من الأحيان معتدلا، لا ينتمي بقوة لاي من الفصيلين الأيديولوجيين الرئيسيين في مجلس النواب: الليبراليون العلمانيون والمحافظون الكاثوليك.
عندما ظهرت الاشتراكية في أوائل القرن العشرين انته عصر المستقلين وزاد تسييس حكومة البلاد. عندما توفي بول إيشن في عام 1915ـ تصارعت القوى الثلاث على شغل المنصب وفي النهاية أنشئ نظام حزبي رسمي.

### رئيس الوزراء من 1848 إلى 1890
| رئيس الوزراء (الميلاد–الوفاة) | رئيس الوزراء (الميلاد–الوفاة)                | الصورة                                                         | الفترة          | الفترة | الفترة | الدوق                               | الدوق |
| رئيس الوزراء (الميلاد–الوفاة) | رئيس الوزراء (الميلاد–الوفاة)                | الصورة                                                         | #               | استلم المنصب | ترك المنصب | الدوق                               | الدوق |
| ----------------------------- | -------------------------------------------- | -------------------------------------------------------------- | --------------- | --- | --- | ----------------------------------- | ----- |
| 1                             | جاسبار تيودور إنياس دو لا فونتين (1787–1871) |                                                                | 1 أغسطس 1848    | 1 أغسطس 1848 | 6 ديسمبر 1848 | فيليم الثاني ملك هولندا (1840–1849) |       |
| 1                             | جاسبار تيودور إنياس دو لا فونتين (1787–1871) | أول رئيس للوزراء. استقال بعد اقتراح حجب الثقة.                 |                 | | | فيليم الثاني ملك هولندا (1840–1849) |       |
| 2                             | Jean-Jacques Madeleine Willmar (1792–1866)   |                                                                | 6 ديسمبر 1848   | 6 ديسمبر 1848 | 23 سبتمبر 1853 | فيليم الثالث ملك هولندا (1849–1890) |       |
| 2                             | Jean-Jacques Madeleine Willmar (1792–1866)   | أقاله الحاكم                                                   |                 | | | فيليم الثالث ملك هولندا (1849–1890) |       |
| 3                             | Charles-Mathias Simons (1802–1874)           |                                                                | 1 2 3 4 5 6 7 8 | 23 سبتمبر 1853 23 سبتمبر 1854 24 مايو 1856 2 يونيو 1857 29 نوفمبر 1857 12 نوفمبر 1858 23 يونيو 1859 15 يوليو 1859 | 23 سبتمبر 1854 24 مايو 1856 2 يونيو 1857 29 نوفمبر 1857 12 نوفمبر 1858 23 يونيو 1859 15 يوليو 1859 26 سبتمبر 1860 | فيليم الثالث ملك هولندا (1849–1890) |       |
| 3                             | Charles-Mathias Simons (1802–1874)           | كان رئيس المجلس حتى نوفمبر 1857؛ بعد ذلك رئيس الحكومة. استقال. |                 | | | فيليم الثالث ملك هولندا (1849–1890) |       |
| 4                             | Victor، Baron de Tornaco (1805–1875)         |                                                                | 1 2 3 4 5 6 7   | 26 سبتمبر 1860 9 سبتمبر 1863 31 مارس 1864 26 يناير 1866 3 ديسمبر 1866 14 ديسمبر 1866 18 يونيو 1867                | 9 سبتمبر 1863 31 مارس 1864 26 يناير 1866 3 ديسمبر 1866 14 ديسمبر 1866 18 يونيو 1867 3 ديسمبر 1867                 | فيليم الثالث ملك هولندا (1849–1890) |       |
| 4                             | Victor، Baron de Tornaco (1805–1875)         | استقال بعد اقتراح حجب الثقة.                                   |                 | | | فيليم الثالث ملك هولندا (1849–1890) |       |
| 5                             | Lambert Joseph Emmanuel Servais (1811–1890)  |                                                                | 1 2 3 4 5       | 3 ديسمبر 1867 30 سبتمبر 1869 12 أكتوبر 1869 7 فبراير 1870 25 مايو 1873                                            | 30 سبتمبر 1869 12 أكتوبر 1869 7 فبراير 1870 25 مايو 1873 26 ديسمبر 1874                                           | فيليم الثالث ملك هولندا (1849–1890) |       |
| 5                             | Lambert Joseph Emmanuel Servais (1811–1890)  | استقال.                                                        |                 | | | فيليم الثالث ملك هولندا (1849–1890) |       |
| 6                             | Félix، Baron de Blochausen (1834–1915)       |                                                                | 1 2 3 4 5 6     | 26 ديسمبر 1874 26 أبريل 1875 8 يوليو 1876 6 أغسطس 1878 21 سبتمبر 1882 12 أكتوبر 1882                              | 26 أبريل 1875 8 يوليو 1876 6 أغسطس 1878 21 سبتمبر 1882 12 أكتوبر 1882 20 فبراير 1885                              | فيليم الثالث ملك هولندا (1849–1890) |       |
| 6                             | Félix، Baron de Blochausen (1834–1915)       | أقاله فيليم الثالث ملك هولندا.                                 |                 | | | فيليم الثالث ملك هولندا (1849–1890) |       |
| 7                             | Jules Georges Édouard Thilges (1817–1904)    |                                                                | 20 فبراير 1885  | 20 فبراير 1885 | 22 سبتمبر 1888 | فيليم الثالث ملك هولندا (1849–1890) |       |
| 7                             | Jules Georges Édouard Thilges (1817–1904)    | استقال.                                                        |                 | | | فيليم الثالث ملك هولندا (1849–1890) |       |

### رئيس الوزراء من 1890 إلى 1918
| رئيس الوزراء (الميلاد–الوفاة) | رئيس الوزراء (الميلاد–الوفاة) | الصورة                                                                              | الفترة         | الفترة                                                                              | الفترة                                                                              | الحاكم                                     | الحاكم |
| رئيس الوزراء (الميلاد–الوفاة) | رئيس الوزراء (الميلاد–الوفاة) | الصورة                                                                              | #              | استلم المنصب                                                                        | ترك المنصب                                                                          | الحاكم                                     | الحاكم |
| ----------------------------- | ----------------------------- | ----------------------------------------------------------------------------------- | -------------- | ----------------------------------------------------------------------------------- | ----------------------------------------------------------------------------------- | ------------------------------------------ | ------ |
| 8                             | Paul Eyschen (1841–1915)      |                                                                                     | 1 2 3 4 5 6    | 22 سبتمبر 1888 26 أكتوبر 1892 23 يونيو 1896 25 أكتوبر 1905 9 يناير 1910 3 مارس 1915 | 26 أكتوبر 1892 23 يونيو 1896 25 أكتوبر 1905 9 يناير 1910 3 مارس 1915 11 أكتوبر 1915 | أدولف (1890–1905)غيلاوم الرابع (1905–1912) |        |
| 8                             | Paul Eyschen (1841–1915)      | حدث الاحتلال الألماني للكسمبورغ وقت رئاسته للوزراء في 2 أغسطس 1914. توفي في المنصب. |                |                                                                                     |                                                                                     | أدولف (1890–1905)غيلاوم الرابع (1905–1912) |        |
| 9                             | Mathias Mongenast (1843–1926) |                                                                                     | 12 أكتوبر 1915 | 12 أكتوبر 1915                                                                      | 6 نوفمبر 1915                                                                       | ماري أديلايد (1912–1919)                   |        |
| 9                             | Mathias Mongenast (1843–1926) | استقال.                                                                             |                |                                                                                     |                                                                                     | ماري أديلايد (1912–1919)                   |        |
| 10                            | Hubert Loutsch (1878–1946)    |                                                                                     | 6 نوفمبر 1915  | 6 نوفمبر 1915                                                                       | 24 فبراير 1916                                                                      | ماري أديلايد (1912–1919)                   |        |
| 10                            | Hubert Loutsch (1878–1946)    | حكومة الأقلية. استقال بعد اقتراح حجب الثقة.                                         |                |                                                                                     |                                                                                     | ماري أديلايد (1912–1919)                   |        |
| 11                            | Victor Thorn (1844–1930)      |                                                                                     | 24 فبراير 1916 | 24 فبراير 1916                                                                      | 19 يونيو 1917                                                                       | ماري أديلايد (1912–1919)                   |        |
| 11                            | Victor Thorn (1844–1930)      | National Union Government. استقال.                                                  |                |                                                                                     |                                                                                     | ماري أديلايد (1912–1919)                   |        |
| 12                            | Léon Kauffman (1869–1952)     |                                                                                     | 19 يونيو 1917  | 19 يونيو 1917                                                                       | 28 سبتمبر 1918                                                                      | ماري أديلايد (1912–1919)                   |        |
| 12                            | Léon Kauffman (1869–1952)     | استقال.                                                                             |                |                                                                                     |                                                                                     | ماري أديلايد (1912–1919)                   |        |

## النظام الحزبي (1918–الآن)
انتخب مجلس نواب جديد ليراجع الدستور مع اقتراب نهاية الحرب العالمية الأولى في عام 1918. لذا شكلت الكتل السياسية الرئيسية أحزابًا رسمية لزيادة قوتها التفاوضية. أدت المراجعات الدستورية إلى إدخال الاقتراع العام والتصويت الإجباري واعتماد التمثيل النسبي وتقليص سلطة الدق.  غالبًا ما كانت الحكومات تحالفات بين أكبر حزبين، بغض النظر عن أيديولوجياتهما مما جعل لوكسمبورغ من أكثر الديمقراطيات استقرارًا في العالم.
حكم غوستاف سيمون المسؤول النازي البلاد وقت الاحتلال الألماني للوكسمبورغ خلال الحرب العالمية الثانية. كان بيير دوبونغ رئيس الحكومة في المنفى من المملكة المتحدة حتى حُررت لوكسمبورغ في ديسمبر 1944 فعادت الحكومة الدستورية إلى الدوقية الكبرى. 

### Prime ministers since 1918
Political Party:
  PD
  PNI
  حزب الشعب المسيحي الاجتماعي
  الحزب الديمقراطي (لوكسمبورغ)
| #  | رئيس الوزراء (الميلاد–الوفاة)          | الصورة | الحزب السياسي                             | الحزب السياسي                | الفترة                                      | الفترة                                      | الفترة                                                                   | الحكومة                                           | الائتلاف                                                                        | الحاكم                                            |
| #  | رئيس الوزراء (الميلاد–الوفاة)          | الصورة | الحزب السياسي                             | الحزب السياسي                | الانتخابات                                  | استلم المنصب                                | ترك المنصب                                                               | الحكومة                                           | الائتلاف                                                                        | الحاكم                                            |
| -- | -------------------------------------- | --- | ----------------------------------------- | ---------------------------- | ------------------------------------------- | ------------------------------------------- | ------------------------------------------------------------------------ | ------------------------------------------------- | ------------------------------------------------------------------------------- | ------------------------------------------------- |
| 13 | Émile Reuter (1874–1973)               | |                                           | PD                           | — 1919 1922                                 | 28 سبتمبر 1918 5 يناير 1920 15 أبريل 1921   | 5 يناير 1920 15 أبريل 1921 20 مارس 1925                                  | Reuter                                            | PD، LL PD، LL PD                                                                | ماري أديلايد1912-1919                             |
| 13 | Émile Reuter (1874–1973)               | تشارلوت، دوقة لوكسمبورغ الكبرى (1919–1964) |                                           | PD                           | — 1919 1922                                 | 28 سبتمبر 1918 5 يناير 1920 15 أبريل 1921   | 5 يناير 1920 15 أبريل 1921 20 مارس 1925                                  | Reuter                                            | PD، LL PD، LL PD                                                                |                                                   |
| 13 | Émile Reuter (1874–1973)               | أول حكومة حزبية. استقال. |                                           | PD                           |                                             |                                             |                                                                          |                                                   |                                                                                 |                                                   |
| 14 | Pierre Prüm (1886–1950)                | |                                           | PNI                          | 1925                                        | 20 مارس 1925                                | 16 يوليو 1926                                                            | Prüm                                              | PNI، PRS                                                                        |                                                   |
| 14 | Pierre Prüm (1886–1950)                | استقال. |                                           | PNI                          |                                             |                                             |                                                                          |                                                   |                                                                                 |                                                   |
| 15 | جوزيف بيخ (1887–1975) (للمرة الأولى)   | |                                           | PD                           | 1928، 1931 1934 1937                        | 16 يوليو 1926 11 أبريل 1932 27 ديسمبر 1936  | 11 أبريل 1932 27 ديسمبر 1936 5 نوفمبر 1937                               | Bech                                              | PD، LdG PD، PRL PD، PRL                                                         |                                                   |
| 15 | جوزيف بيخ (1887–1975) (للمرة الأولى)   | استقال. |                                           | PD                           |                                             |                                             |                                                                          |                                                   |                                                                                 |                                                   |
| 16 | Pierre Dupong (1885–1953)              | |                                           | PD                           | — —                                         | 5 نوفمبر 1937 7 فبراير 1938 6 أبريل 1940    | 7 فبراير 1938 6 أبريل 1940 10 مايو 1940                                  | Dupong-Krier                                      | PD، حزب العمال الاشتراكي، PRL PD، حزب العمال الاشتراكي PD، حزب العمال الاشتراكي |                                                   |
| 16 | Pierre Dupong (1885–1953)              | — | 10 مايو 1940                              | PD                           | 23 نوفمبر 1944                              | Govt. in Exile                              | PD، حزب العمال الاشتراكي                                                 |                                                   |                                                                                 |                                                   |
| 16 | Pierre Dupong (1885–1953)              | | حزب الشعب المسيحي الاجتماعي               | — —                          | 23 نوفمبر 1944 23 فبراير 1945 21 أبريل 1945 | 23 فبراير 1945 21 أبريل 1945 14 نوفمبر 1945 | Liberation                                                               | حزب الشعب المسيحي الاجتماعي، حزب العمال الاشتراكي |                                                                                 |                                                   |
| 16 | Pierre Dupong (1885–1953)              | 1945 — | حزب الشعب المسيحي الاجتماعي               | 14 نوفمبر 1945 29 أغسطس 1946 | 29 أغسطس 1946 1 مارس 1947                   | National Union                              | حزب الشعب المسيحي الاجتماعي، حزب العمال الاشتراكي، الحزب الديمقراطي، KPL |                                                   |                                                                                 |                                                   |
| 16 | Pierre Dupong (1885–1953)              | — 1948 | حزب الشعب المسيحي الاجتماعي               | 1 مارس 1947 14 يوليو 1948    | 14 يوليو 1948 3 يوليو 1951                  | Dupong-Schaus                               | حزب الشعب المسيحي الاجتماعي، الحزب الديمقراطي                            |                                                   |                                                                                 |                                                   |
| 16 | Pierre Dupong (1885–1953)              | 1951 | حزب الشعب المسيحي الاجتماعي               | 3 يوليو 1951                 | 23 ديسمبر 1953                              | Dupong-Bodson                               | حزب الشعب المسيحي الاجتماعي، حزب العمال الاشتراكي                        |                                                   |                                                                                 |                                                   |
| 16 | Pierre Dupong (1885–1953)              | كانت البلاد محيدة في الحرب العالمية الثانية. لكن أصبحت هذه الحكومة حكومة منفى بعد الاحتلال الألماني للوكسمبورغ خلال الحرب العالمية الثانية. توفي في المنصب. | حزب الشعب المسيحي الاجتماعي               |                              |                                             |                                             |                                                                          |                                                   |                                                                                 |                                                   |
| 17 | جوزيف بيخ (1887–1975) (للمرة الثانية)  | |                                           | حزب الشعب المسيحي الاجتماعي  | — 1954                                      | 29 ديسمبر 1953 29 يونيو 1954                | 29 يونيو 1954 29 مارس 1958                                               | Bech-Bodson                                       | حزب الشعب المسيحي الاجتماعي، حزب العمال الاشتراكي                               |                                                   |
| 17 | جوزيف بيخ (1887–1975) (للمرة الثانية)  | استقال. |                                           | حزب الشعب المسيحي الاجتماعي  |                                             |                                             |                                                                          |                                                   |                                                                                 |                                                   |
| 18 | Pierre Frieden (1892–1959)             | |                                           | حزب الشعب المسيحي الاجتماعي  | 1959                                        | 29 مارس 1958                                | 23 فبراير 1959                                                           | Frieden                                           | حزب الشعب المسيحي الاجتماعي، حزب العمال الاشتراكي                               |                                                   |
| 18 | Pierre Frieden (1892–1959)             | توفي في المنصب. |                                           | حزب الشعب المسيحي الاجتماعي  |                                             |                                             |                                                                          |                                                   |                                                                                 |                                                   |
| 19 | بيير فيرنر (1913–2002) (للمرة الأولى)  | |                                           | حزب الشعب المسيحي الاجتماعي  | —                                           | 2 مارس 1959                                 | 15 يوليو 1964                                                            | Werner-Schaus I                                   | حزب الشعب المسيحي الاجتماعي، الحزب الديمقراطي                                   |                                                   |
| 19 | بيير فيرنر (1913–2002) (للمرة الأولى)  | 1964 — | 15 يوليو 1964 3 يناير 1967                | حزب الشعب المسيحي الاجتماعي  | 3 يناير 1967 6 فبراير 1969                  | Werner-Cravatte                             | حزب الشعب المسيحي الاجتماعي، حزب العمال الاشتراكي                        | جان، دوق لوكسمبورغ الأكبر (1964–2000)             |                                                                                 |                                                   |
| 19 | بيير فيرنر (1913–2002) (للمرة الأولى)  | 1968 — — | 6 فبراير 1969 5 يوليو 1971 19 سبتمبر 1972 | حزب الشعب المسيحي الاجتماعي  | 5 يوليو 1971 19 سبتمبر 1972 15 يونيو 1974   | Werner-Schaus II                            | حزب الشعب المسيحي الاجتماعي، الحزب الديمقراطي                            | جان، دوق لوكسمبورغ الأكبر (1964–2000)             |                                                                                 |                                                   |
| 19 | بيير فيرنر (1913–2002) (للمرة الأولى)  | أصبح زعيم المعارضة بعد انتخابات 1974 ‏. |                                           | حزب الشعب المسيحي الاجتماعي  |                                             |                                             |                                                                          | جان، دوق لوكسمبورغ الأكبر (1964–2000)             |                                                                                 |                                                   |
| 20 | غاستون ثورن (1928–2007)                | |                                           | الحزب الديمقراطي             | 1974 — —                                    | 15 يونيو 1974 21 يوليو 1976 16 سبتمبر 1977  | 21 يوليو 1976 16 سبتمبر 1977 16 يوليو 1979                               | جان، دوق لوكسمبورغ الأكبر (1964–2000)             | Thorn                                                                           | الحزب الديمقراطي، حزب العمال الاشتراكي            |
| 20 | غاستون ثورن (1928–2007)                | أصبح نائبا لرئيس الوزراء في عهد فيرنر عندما عاد حزب الشعب المسيحي الاجتماعي إلى الحكومة بعد انتخابات عام 1979.                                              |                                           | الحزب الديمقراطي             |                                             |                                             |                                                                          | جان، دوق لوكسمبورغ الأكبر (1964–2000)             |                                                                                 |                                                   |
| 21 | بيير فيرنر (1913–2002) (للمرة الثانية) | |                                           | حزب الشعب المسيحي الاجتماعي  | 1979 —                                      | 16 يوليو 1979 3 مارس 1980                   | 3 مارس 1980 22 نوفمبر 1980                                               | جان، دوق لوكسمبورغ الأكبر (1964–2000)             | Werner-Thorn                                                                    | حزب الشعب المسيحي الاجتماعي، الحزب الديمقراطي     |
| 21 | بيير فيرنر (1913–2002) (للمرة الثانية) | — — | 22 نوفمبر 1980 21 ديسمبر 1982             | حزب الشعب المسيحي الاجتماعي  | 21 ديسمبر 1982 20 يوليو 1984                | Werner-Flesch                               |                                                                          | جان، دوق لوكسمبورغ الأكبر (1964–2000)             |                                                                                 | حزب الشعب المسيحي الاجتماعي، الحزب الديمقراطي     |
| 21 | بيير فيرنر (1913–2002) (للمرة الثانية) | تقاعد بعد انتخابات 1984 ‏. |                                           | حزب الشعب المسيحي الاجتماعي  |                                             |                                             |                                                                          | جان، دوق لوكسمبورغ الأكبر (1964–2000)             |                                                                                 |                                                   |
| 22 | جاك سانتر (مواليد 1937)                | |                                           | حزب الشعب المسيحي الاجتماعي  | 1984                                        | 20 يوليو 1984                               | 14 يوليو 1989                                                            | جان، دوق لوكسمبورغ الأكبر (1964–2000)             | Santer-Poos I                                                                   | حزب الشعب المسيحي الاجتماعي، حزب العمال الاشتراكي |
| 22 | جاك سانتر (مواليد 1937)                | 1989 — | 14 يوليو 1989 9 ديسمبر 1992               | حزب الشعب المسيحي الاجتماعي  | 9 ديسمبر 1992 13 يوليو 1994                 | Santer-Poos II                              |                                                                          | جان، دوق لوكسمبورغ الأكبر (1964–2000)             |                                                                                 | حزب الشعب المسيحي الاجتماعي، حزب العمال الاشتراكي |
| 22 | جاك سانتر (مواليد 1937)                | 1994 | 13 يوليو 1994                             | حزب الشعب المسيحي الاجتماعي  | 26 يناير 1995                               | Santer-Poos III                             |                                                                          | جان، دوق لوكسمبورغ الأكبر (1964–2000)             |                                                                                 | حزب الشعب المسيحي الاجتماعي، حزب العمال الاشتراكي |
| 22 | جاك سانتر (مواليد 1937)                | رئيس الحكومة حتى عام 1989؛ رئيس الوزراء من عام 1989. عين رئيسا للمفوضية الأوروبية.                                                                          |                                           | حزب الشعب المسيحي الاجتماعي  |                                             |                                             |                                                                          | جان، دوق لوكسمبورغ الأكبر (1964–2000)             |                                                                                 |                                                   |
| 23 | جان كلود يونكر (مواليد 1954)           | |                                           | حزب الشعب المسيحي الاجتماعي  | — —                                         | 26 يناير 1995 4 فبراير 1998                 | 4 فبراير 1998 7 أغسطس 1999                                               | جان، دوق لوكسمبورغ الأكبر (1964–2000)             | Juncker-Poos                                                                    | حزب الشعب المسيحي الاجتماعي، حزب العمال الاشتراكي |
| 23 | جان كلود يونكر (مواليد 1954)           | 1999 | 7 أغسطس 1999                              | حزب الشعب المسيحي الاجتماعي  | 31 يوليو 2004                               | Juncker-Polfer                              | حزب الشعب المسيحي الاجتماعي، الحزب الديمقراطي                            | الدوق الأكبر هنري (2000–الآن)                     |                                                                                 |                                                   |
| 23 | جان كلود يونكر (مواليد 1954)           | 2004 | 31 يوليو 2004                             | حزب الشعب المسيحي الاجتماعي  | 23 يوليو 2009                               | Juncker-Asselborn I                         | حزب الشعب المسيحي الاجتماعي، حزب العمال الاشتراكي                        | الدوق الأكبر هنري (2000–الآن)                     |                                                                                 |                                                   |
| 23 | جان كلود يونكر (مواليد 1954)           | 2009 | 23 يوليو 2009                             | حزب الشعب المسيحي الاجتماعي  | 4 ديسمبر 2013                               | Juncker-Asselborn II                        | حزب الشعب المسيحي الاجتماعي، حزب العمال الاشتراكي                        | الدوق الأكبر هنري (2000–الآن)                     |                                                                                 |                                                   |
| 23 | جان كلود يونكر (مواليد 1954)           | عين رئيسا للمفوضية الأوروبية. |                                           | حزب الشعب المسيحي الاجتماعي  |                                             |                                             |                                                                          | الدوق الأكبر هنري (2000–الآن)                     |                                                                                 |                                                   |
| 24 | كزافييه بيتل (مواليد 1973)             | |                                           | الحزب الديمقراطي             | 2013                                        | 4 ديسمبر 2013                               | 5 ديسمبر 2018                                                            | الدوق الأكبر هنري (2000–الآن)                     | Bettel I                                                                        | الحزب الديمقراطي، حزب العمال الاشتراكي، DG        |
| 24 | كزافييه بيتل (مواليد 1973)             | 2018 | 5 ديسمبر 2018                             | الحزب الديمقراطي             | 17 نوفمبر 2023                              | Bettel II                                   |                                                                          | الدوق الأكبر هنري (2000–الآن)                     |                                                                                 | الحزب الديمقراطي، حزب العمال الاشتراكي، DG        |
| 25 | Luc Frieden (مواليد 1963)              | |                                           | حزب الشعب المسيحي الاجتماعي  | 2023                                        | 17 نوفمبر 2023                              | الآن                                                                     | الدوق الأكبر هنري (2000–الآن)                     | Frieden-Bettel                                                                  | حزب الشعب المسيحي الاجتماعي، الحزب الديمقراطي     |